# Famille de Foucault (Lorraine, Laonnois)
Pour les articles homonymes, voir Foucault.
La famille de Foucault (Lorraine et Laonnois), dont la filiation suivie remonte au XVe siècle, appartient à la noblesse de la Lorraine et du Laonnois ; originaire du Gâtinais, elle s’est successivement établie en  Lorraine, Champagne, Picardie et s'est éteinte au début du XXe siècle. Elle a fourni des gentilshommes verriers, des officiers militaires et des chanoinesses.

## Histoire

### Origines
D'après Jean Baptiste Pierre Jullien de Courcelles (1759-1834), généalogiste honoraire du roi, qui en donne, comme Pierre Louis Lainé (1790-1849), une généalogie détaillée ; la famille de Foucault de Lorraine et du Laonnois aurait une origine commune avec la famille de Foucault de Saint-Germain-Beaupré, originaire de la Marche.

P. Louis Lainé écrit qu'« Un arrêt du conseil d'État rendu le 22 décembre 1787 en faveur de la branche des vicomtes d'Eppes et de Liesse a consacré quelques-uns des faits sur lesquels se fonde cette ancienne tradition, en rappelant les personnages qui ont ajouté au lustre de cette famille : Jean de Foucault, seigneur de Saint-Germain, gouverneur de Lagny et Louis de Foucault comte du Daugnon, maréchal de France ».
Toutefois, pour Gustave Chaix d'Est-Ange (1863-1923), il s'agit d'une tradition qui ne s’appuie sur aucune preuve sérieuse.
La famille de Foucault paraît être originaire du Gâtinais et remonte sa filiation à Jean de Foucault, écuyer seigneur des Hastes et des Écrignelles, homme d'armes de la compagnie du comte de Nevers suivant une montre du 12 septembre 1450. Il était marié à Marguerite des Barres, de laquelle il eut trois fils : Lancelot, possesseur de la verrerie de la Mivoye au bailliage de Montargis qui dut se réfugier en Lorraine à la suite d'un duel, Jean et Roland, qui furent archers des ordonnances du roi.

### Les différentes branches de la famille
La famille de Foucault forma les branches suivantes :
- Branche aînée : comtes de Foucault : Cette branche issue de Lancelot de Foucault, fut titrée comte héréditaire  par brevet du roi Louis XVI du 7 octobre 1787. Elle s'est éteinte en  1903 avec François Léopold Louis, comte de Foucault (1824-1903)[3].
- Branche des seigneurs de Thouly, dits vicomtes d'Eppes et de Liesse : fixée dans le Vermandois et le Soissonais, cette branche fut  maintenue noble en 1602 et 1708 et obtint un arrêt de confirmation de noblesse en 1787[3]. Par lettres patentes du roi Louis Philippe du 16 août 1831, elle fut confirmée dans la possession du titre de vicomte sous lequel elle était connue[5]. Elle s'éteignit au XIXe siècle.
- Branche cadette des seigneurs de Dolignon dont la terre dépendait de la baronnie de Rozoy, éteinte.
- Branche des seigneurs de Brion et vicomtes d'Orouy, éteinte vers 1752[4],[6].

Chaix d'Est Ange mentionne que « Augustin-François de Foucault de la Perrière, chevalier, garde du corps du Roi, prit part en 1789 aux assemblées de la noblesse tenues à Lunéville ; Jean de Foucault, écuyer, prit part à celles tenues à Clermont-en-Argonne. M. de Foucault prit part à celles du Vermandois. Pierre-Antoine de Foucault et Emmanuel-Louis de Foucault, lieutenant d'artillerie, seigneur de Bression, prirent part à celles tenues à Villers-Cotterets ».

## Demeures
- Château d'Orrouy[8] ;
- Château de Coucy-lès-Eppes.

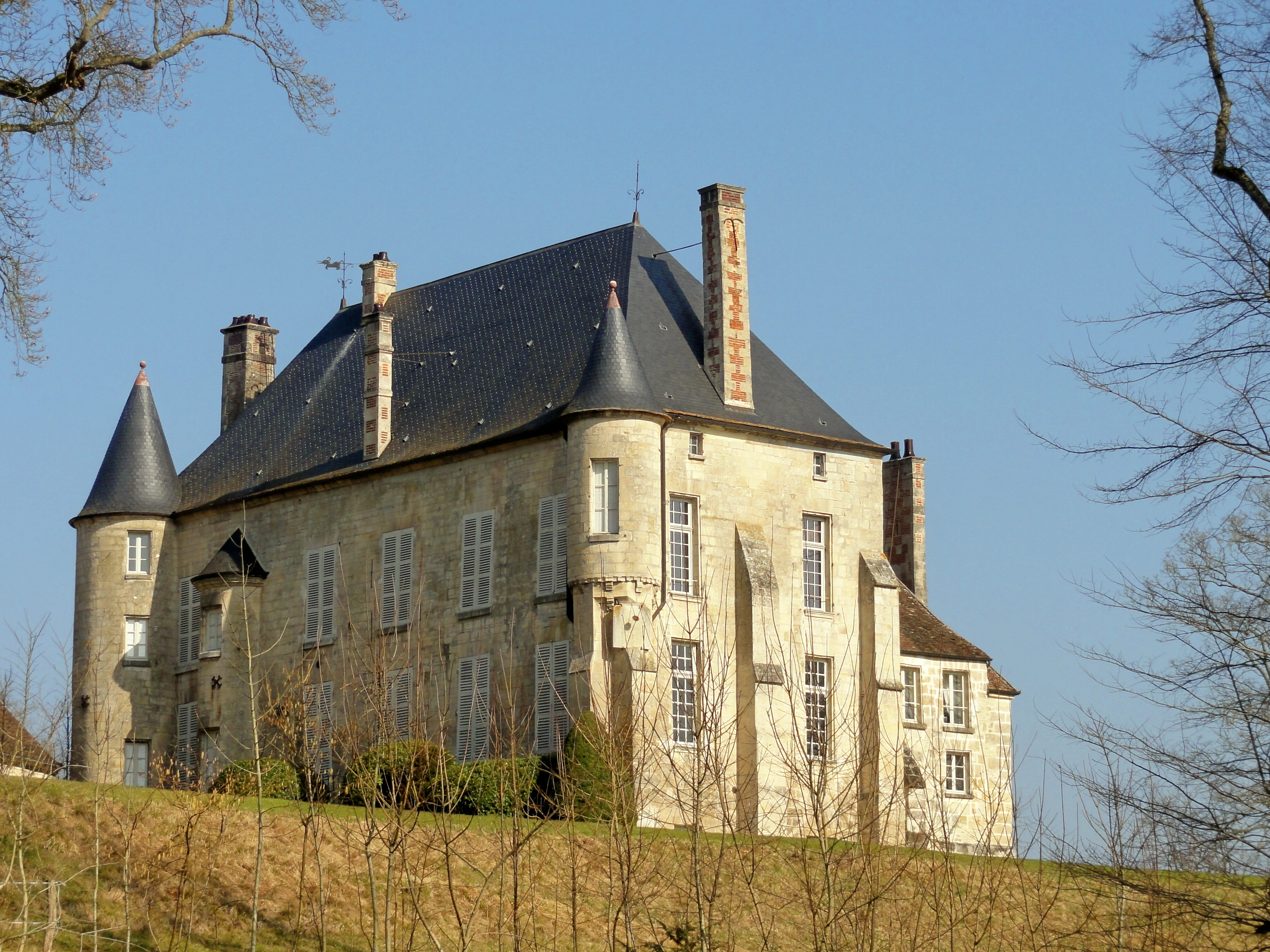
Château d'Orrouy.
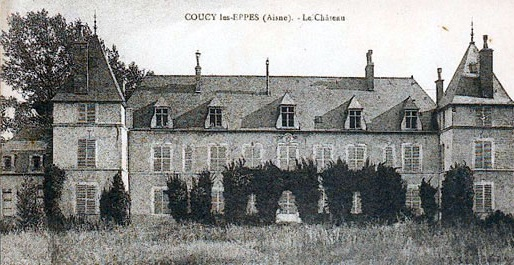
Château de Coucy-lès-Eppes.

## Armes

armes de la branche cadette.

- D'or, à la croix ancrée de sable, soutenue par deux lions du même, lampassés et armés de gueules[6].
- D'or, à trois chevrons de gueules, surmontés d'une croix d'azur accostée de deux lions du même (branche du vicomte de Foucault)[6].

## Alliances
Les principales alliances de cette famille sont : Pot de Rodes, des Barres, de Brion, de Failly, de Guibourg, de Bonnay, du Houx, de Brossard, de Dorlodot, Brown (de Colstown), de Flavigny, Marquette, de Lalaing, des Essarts de Linières, le Sueur de Givry, de Marle, de Souyn, de Bimont, de Bernetz, de la Croix de Castries, de Colnet, d'Estocquois, de Gomer.